# Jani Illikainen
Jani Illikainen (ur. 26 stycznia 1976 w Pudasjärvi) – fiński kulomiot i strongman.
Mistrz Finlandii Strongman w latach 2005, 2006, 2007 i 2008.

## Życiorys
Jani Illikainen wziął udział w indywidualnych Mistrzostwach Świata IFSA Strongman 2006, jednak nie zakwalifikował się do finału.
Jest zrzeszony w federacji IFSA.
Wymiary:
- wzrost 196 cm
- waga 159 kg

Rekordy życiowe:
- przysiad 355 kg
- wyciskanie 270 kg
- martwy ciąg 360 kg

## Osiągnięcia strongman
- 2004
  - 3. miejsce – Mistrzostwa Finlandii Strongman
- 2005
  - 1. miejsce – Mistrzostwa Finlandii Strongman
- 2006
  - 1. miejsce – Mistrzostwa Finlandii Strongman
- 2007
  - 1. miejsce – Mistrzostwa Finlandii Strongman
  - 8. miejsce – Drużynowe Mistrzostwa Świata Par Strongman 2007
- 2008
  - 6. miejsce – Liga Mistrzów Strongman 2008: Varsseveld
  - 1. miejsce – Mistrzostwa Finlandii Strongman
  - 7. miejsce – Liga Mistrzów Strongman 2008: Sofia